# Just Another Blonde
Just Another Blonde (també coneguda com “The Girl From Coney Island”) és una pel·lícula muda dirigida per Alfred Santell i protagonitzada per Dorothy Mackaill, Jack Mulhall i Louise Brooks. Basada en el relat "Even Steven" de Gerald Beaumont, es va estrenar el 19 de desembre de 1926. Part dels exteriors es van filmar a Coney Island. La UCLA Film and Television Archive conserva una còpia parcial de la pel·lícula.

## Argument
Jimmy O'Connor treballa en una casa d’apostes i té fama de ser molt honest. Scotty és el seu amic i protegit i ho comparteixen tot fins que Scotty s'enamora de Diana, que treballa en una caseta de tir a Coney Island. Jimmy no vol saber res de les dones excepte de la seva mare i Scotty, veient que això pot espatllar la seva amistat planeja que Jimmy conegui Jeanne, l’amiga de Diana. Ell no fa cas de la noia fins que. en un moment en què sembla que són a punt de morir en un accident d'avió, Jimmy li diu que l'estima. Quan són a terra però fingeix indiferència. Jeanne queda amb el cor trencat. Scotty diu a Jimmy que ell no es pot casar amb Diana fins que Jimmy hagi trobat parella i amb això Jimmy es reconcilia amb Jeanne.

## Repartiment
- Dorothy Mackaill (Jeanne Cavanaugh)
- Jack Mulhall (Jimmy O'Connor)
- Louise Brooks (Diana O'Sullivan)
- William Collier, Jr. (Kid Scotty)